# André Lacximicant
André Lacximicant, né le 19 mai 2001 à Lisbonne au Portugal, est un footballeur portugais qui joue au poste d'ailier gauche au GD Estoril-Praia.

## Biographie

### En club
Né à Lisbonne au Portugal, André Lacximicant est notamment formé par le SG Sacavenense, le CD Tondela et l'Académico de Viseu avant de rejoindre le Leixões SC, où il commence sa carrière en 2021.
Le 6 juillet 2021, André Lacximicant rejoint le SC Braga, où il doit dans un premier temps intégrer l'équipe réserve du club.
En janvier 2024, Lacximicant prolonge son contrat avec le SC Braga jusqu'en juin 2026 puis est prêté dans la foulée au Casa Pia AC jusqu'à la fin de la saison.
C'est avec ce club qu'il découvre la première division portugaise, jouant son premier match sous ses nouvelles couleurs dans cette compétition, le 5 février 2024 face au Boavista FC. Il entre en jeu et les deux équipes se neutralisent (0-0 score final).
Le 25 juillet 2024, André Lacximicant s'engage librement avec le GD Estoril-Praia. Il signe un contrat courant jusqu'en juin 2028.